# بوسي ليه روميني
بوسي ليه روميني هي بلدية فرنسية تقع في إقليم الأردين في منطقة غراند إيست.   